# Trî Krînîți, Rozdilna
Trî Krînîți (în ucraineană Три Криниці) este un sat în comunei Novoborîsivka din raionul Rozdilna, regiunea Odesa, Ucraina.

## Demografie
Componența lingvistică a localității Trî Krînîți
     Ucraineană (92,31%)
     Rusă (7,69%)
Conform recensământului din 2001, majoritatea populației localității Trî Krînîți era vorbitoare de ucraineană (92,31%), existând în minoritate și vorbitori de rusă (7,69%).